# فردریک لوران
فردریک لوران (انگلیسی: Frédéric Laurent؛ زادهٔ ۲۱ نوامبر ۱۹۷۵) بازیکن فوتبال اهل فرانسه است.
از باشگاه‌هایی که در آن بازی کرده‌است می‌توان به باشگاه فوتبال دیژون و باشگاه فوتبال متس اشاره کرد.